# ديريك ويلسون
ديريك ويلسون (1967 - ) (بالإنجليزية: Derek Wilson)‏ هو لاعب كرة سلة أمريكي في مركزي الوسط وهجوم قوي الجسم.

## وصلات خارجية
- ديريك ويلسون على موقع كرة السلة الأوروبية.كوم (الإنجليزية)
- ديريك ويلسون على موقع كلية كرة السلة في سبورتس رفرنس.كوم (الإنجليزية)